# دار (مسرحية)
دار، مسرحية كويتية. عرضت في 16 يناير 1980 على خشبة مسرح كيفان، كتبها وأخرجها فؤاد الشطي.

## الفنانون المشاركون
- سعاد حسين.
- جوهر سالم.
- باسمة حمادة
- هدى حسين.
- داود حسين.
- سحر حسين.
- لمياء حمادة.
- حسين البدر.
- أحمد عبد الرضا.
- أسامة عبد الله.
- علي سلطان.
- حسن القلاف.
- عبد المجيد قاسم.